# Conradi-Affäre
Die Conradi-Affäre war eine diplomatisch-politische Affäre zwischen der Schweiz und der von der Schweiz damals noch nicht anerkannten Sowjetunion, die als Folge eines Racheaktes einer Privatperson zu Verstimmungen zwischen den beiden Staaten beitrug.

## Hintergrund
Infolge der russischen Oktoberrevolution von 1917 und des Schweizer Generalstreiks von 1918 herrschte im politischen Klima in der bürgerlich geprägten Schweiz eine ausgesprochen antikommunistische Stimmung.

## Tat und Täter

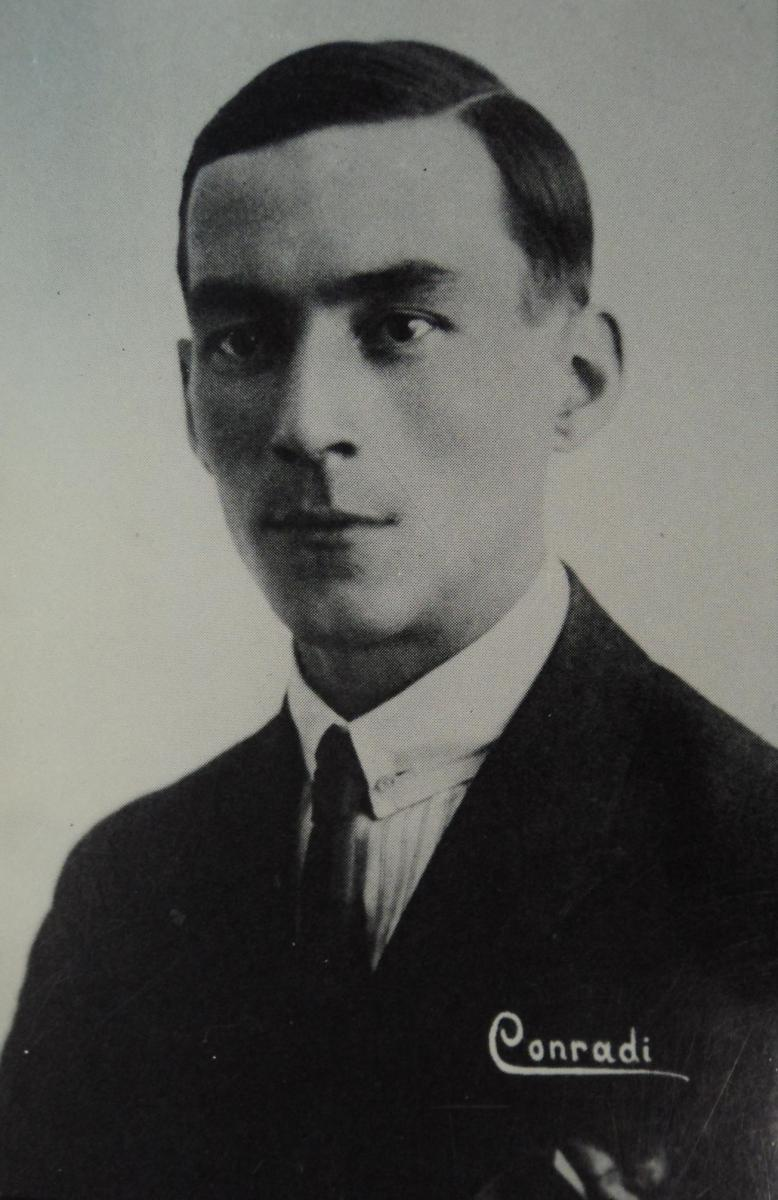
Moritz Conradi (vor 1923)

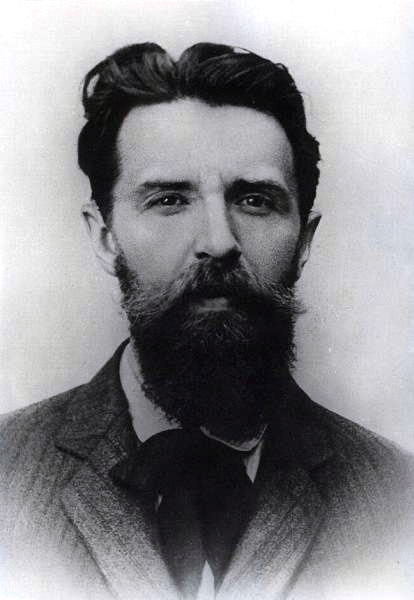
Wazlaw Worowski (zwischen 1920 und 1923)

Am 10. Mai 1923 erschoss der mindestens angetrunkene Moritz Conradi (* 1896 in Sankt Petersburg; † 1947 in Chur) am Rande der Verhandlungen zum Vertrag von Lausanne im Hotel Cécil in Lausanne den sowjetischen Diplomaten Wazlaw Worowski (russisch Вацлав Вацлавович Воровский).
Conradi entstammte der wohlhabenden Familie eines Bündner Schokoladenfabrikanten mit 500 Angestellten (siehe auch Engadiner Zuckerbäcker) und war in dritter Generation in Sankt Petersburg aufgewachsen. Er diente von 1914 bis 1921 während des Ersten Weltkrieges bei der russischen Armee und danach bei den Weissen Garden. 1921 floh er in die Schweiz. Der Mordanschlag war ein Racheakt als Folge der Entrechtung der Familie, der Verstaatlichung des Familienbesitzes und des folgenden Todes seines Vaters an Hunger und Krankheit. Sein Onkel und seine Tante waren erschossen worden.

## Prozess
Da der getötete Diplomat bei der Meerengen-Konferenz keine offizielle Akkreditierung besass, wurde der Mordfall von der Justiz des Kantons Waadt als normale Strafsache beurteilt. Der Genfer Rechtsanwalt Théodore Aubert plädierte 1923 als Verteidiger für einen Freispruch seines Mandanten, indem er das in der Schweiz von russischen Emigranten und repatriierten Russlandschweizern geprägte Klima zu einer Verurteilung der Bolschewiki als Täter ummünzte.
In der Folge wurde Moritz Conradi unter Zustimmung der Öffentlichkeit von den Geschworenen freigesprochen. Fünf der neun Geschworenen hielten ihn für schuldig, für eine Verurteilung wäre aber eine Zweidrittelmehrheit nötig gewesen.

## Folgen
Obwohl der Bundesrat das Urteil kritisierte, schadete es der Schweiz als Völkerbund-Sitz und als Gastgeberin diverser internationaler Konferenzen. Zudem verschlechterten sich die Beziehungen der Schweiz zur Sowjetunion weiter, hatte doch die Sowjetunion unmittelbar nach der Tat die Schweizer Regierung direkt verantwortlich gemacht. Um nicht den gleichen Fehler nochmals zu machen, anerkannte die Schweiz als eines der ersten westlichen Länder am 17. Januar 1950 die Volksrepublik China, nur dreieinhalb Monate nach deren Ausrufung.
Der Verteidiger Théodore Aubert gründete die rechtsbürgerliche «Entente internationale contre la IIIe Internationale», die auch als Liga Aubert bezeichnet wurde. Wazlaw Worowski wurde unter grosser Anteilnahme in Form eines Staatsakts an der Nekropole an der Kremlmauer in Moskau bestattet. Im Jahr 1945 entschuldigte sich die Schweiz und nahm 1946 mit der Sowjetunion diplomatische Beziehungen auf.